# Sylvia Rose
Sylvia Rose oder Silvia Rose (* 23. Dezember 1962 in Barth als Sylvia Müller) ist eine ehemalige Ruderin aus der Deutschen Demokratischen Republik, die 1988 Olympiasiegerin im Vierer mit Steuerfrau wurde.
Sylvia Müller war ab 1980 Steuerfrau des Vierers und des Achters des SC Berlin-Grünau. Während sie im Achter zwar mehrfach zweite und dritte Plätze bei DDR-Meisterschaften belegte, war sie im Vierer 1980, 1982 und von 1986 bis 1988 DDR-Meisterin. 1986 belegte sie bei den Weltmeisterschaften in Nottingham zusammen mit Kerstin Spittler, Beatrix Schröer, Corinna Scheid und Carola Lichey den zweiten Platz. 1987 steuerte sie Carola Hornig, Gerlinde Doberschütz, Martina Walther und Birte Siech zur Vizeweltmeisterschaft hinter den Rumäninnen. In der gleichen Besetzung wie 1987 gewann das Boot bei den DDR-Meisterschaften 1988. Kurz vor den Olympischen Spielen in Seoul heiratete Sylvia Müller und trat bei der olympischen Regatta als Sylvia Rose an. Das Boot aus der DDR gewann vor dem Vierer aus China und den rumänischen Weltmeisterinnen.
1988 wurde Sylvia Rose mit dem Vaterländischen Verdienstorden in Gold ausgezeichnet.